# Émile Lahoud (pływak)
Émile Emil Lahoud (arab. اميل اميل لحود, ur. 20 stycznia 1975) – libański pływak, dwukrotny olimpijczyk: z 1988 i 1992 roku.
W Seulu wystartował w trzech konkurencjach:
- 100 m stylem dowolnym – 75. miejsce[1] (w swoim wyścigu eliminacyjnym zajął 6. pozycję z czasem 1:02,40[2])
- 200 m stylem dowolnym – ostatnia, 63. lokata[3] (w swoim wyścigu eliminacyjnym uplasował się na 7. pozycji z czasem 2:16,39[4])
- 400 m stylem dowolnym – 48. miejsce[5] (w swoim wyścigu eliminacyjnym zajął 2. pozycję z czasem 4:47,09[6])

Był najmłodszym reprezentantem Libanu na IO 1988.
W Barcelonie Libańczyk wziął udział w czterech konkurencjach:
- 50 m stylem dowolnym – 61. pozycja[8] (w swoim wyścigu eliminacyjnym uplasował się na 5. miejscu z czasem 25,76[9]
- 100 m stylem dowolnym – 63. pozycja[10] (w swoim wyścigu eliminacyjnym zajął 2. miejsce z czasem 55,51[11])
- 200 m stylem dowolnym – 47. pozycja[12] (w swoim wyścigu eliminacyjnym uplasował się na 1. miejscu z czasem 2:01,06[13])
- 200 m stylem zmiennym – 47. pozycja[14] (w swoim wyścigu eliminacyjnym zajął 6. miejsce z czasem 2:22,08[15].